# Нуабале-Ндокі (національний парк)
Національний парк Нуабале-Ндокі — національний парк у Республіці Конго. Заснований у 1993 році на півночі Конго, він є домом для лісових слонів, західних рівнинних горил, шимпанзе та бонго. Це 3 921 км2 незайманого тропічного лісу. Ліси мають багате біорізноманіття. В парку ідентифіковано 300 видів птахів, а також 1000 видів рослин, включаючи червоне дерево, що знаходиться під загрозою зникнення.  
На конференції міністрів лісів Центральноафриканської лісової комісії (COMIFAC) було вирішено створити в басейні Конго Тринаціональну заповідну територію річки Сангха (TNS) загальною площею 11 331 км2, яка охоплює спеціальний заповідник Дзанга Сангха та національний парк Дзанга-Ндокі в Центральноафриканській Республіці, національний парк Нуабале-Ндокі в Конго-Браззавілі та національний парк Лобеке в Камеруні.  У 2012 році всі три національні парки отримали статус об’єкта Всесвітньої спадщини як Sangha Trinational.
Управління національним парком Нуабале-Ндокі здійснюється згідно з угодою про державно-приватне партнерство (ДПП), підписане в 2013 році між урядом Конго і WCS. Угода створює Фонд Nouabalé-Ndoki (FNN), у якому WCS було делеговано як підрозділ управління парком до 2038 року.

## Історія
Концепція створення заповідних парків виникла у 1980-х роках з усвідомленням того, що диких бродячих слонів, які вільно пересуваються всім регіоном трьох парків, необхідно захистити від браконьєрів і лісозаготівельної промисловості. Плани створення національного парку Нуабале-Ндокі були ініційовані в 1991 році Товариством охорони дикої природи (WCS) та урядом Конго за підтримки USAID як транскордонний спільний проект. Це також передбачало розвиток взаємодії з місцевими, регіональними та національними органами влади. Парк був остаточно створений у вересні 1993 року. У 1999 році лісозаготівельна компанія CIB (Congolaise Industrielle du Bois) і місцева громада об’єдналися з WCS і урядом Конго, щоб створити організацію, яка мінімізувала б негативний вплив лісозаготівлі на національний парк. Хоча лісозаготівля (зокрема двох видів африканського червоного дерева для високоякісної деревини) мала місце в багатьох лісових регіонах північного Конго в обмеженому масштабі, цей парк був вільний від таких операцій. Це призвело до того, що це сприяло ефективному збереженню та зростанню популяції дикої природи.    

## Географія і клімат

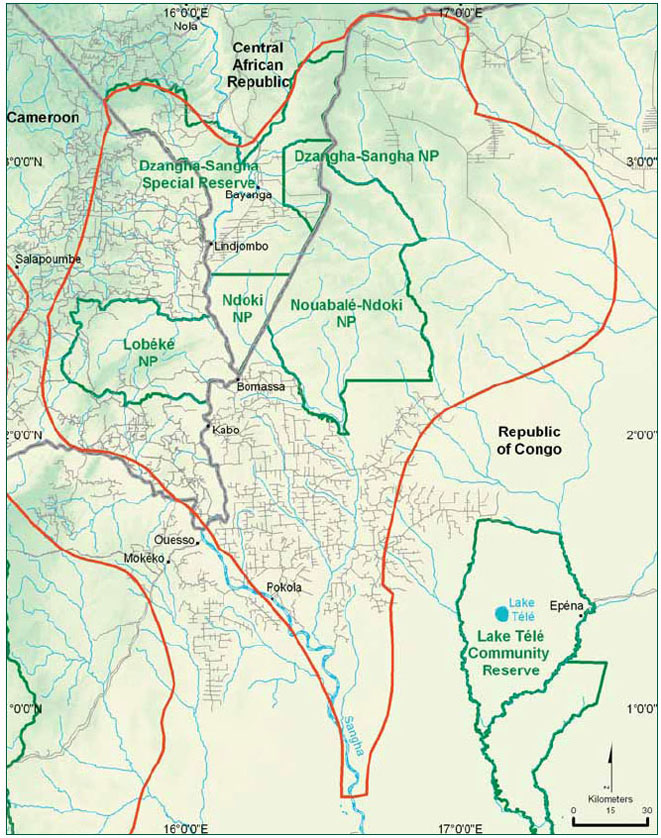
Національний ландшафт Сангха Три.

Захищена територія, яка є частиною Тринаціональної заповідної території річки Сангха (STN), дренується головним чином річкою Сангха, притокою річки Конго. Частина лісу досі недоступна і залишається недослідженою. Це заболочений тропічний ліс у низовинах, які є частиною басейну річки Конго. Цей парк, разом з двома іншими заповідними парками в межах більшого заповідника Сангха, відокремлений від будь-якої економічної діяльності, пов’язаної з дорогами та людським втручанням, що призвело до його збереження як незайманого дощового лісу.  Парк розташований у лісовій зоні Конго, яка становить 11% загальної площі країни.
Парк має вологий клімат і отримує в середньому 1 250 мм дощу на рік. Сезон дощів триває з серпня по листопад, а сухий сезон - з грудня по лютий.

## Дика природа
Численні туроператори організовують сафарі в парку, щоб фінансувати зусилля з охорони природи та підвищити обізнаність про дику природу. Congo Travel and Tours (www.congotravelandtours.com) є чудовим джерелом туристичної інформації про парк, поточні подорожі та погодні умови, а також пропонує бюджетні та висококласні маршрути до парку від 1799 доларів США за 8 днів на особу.

### Тваринний світ

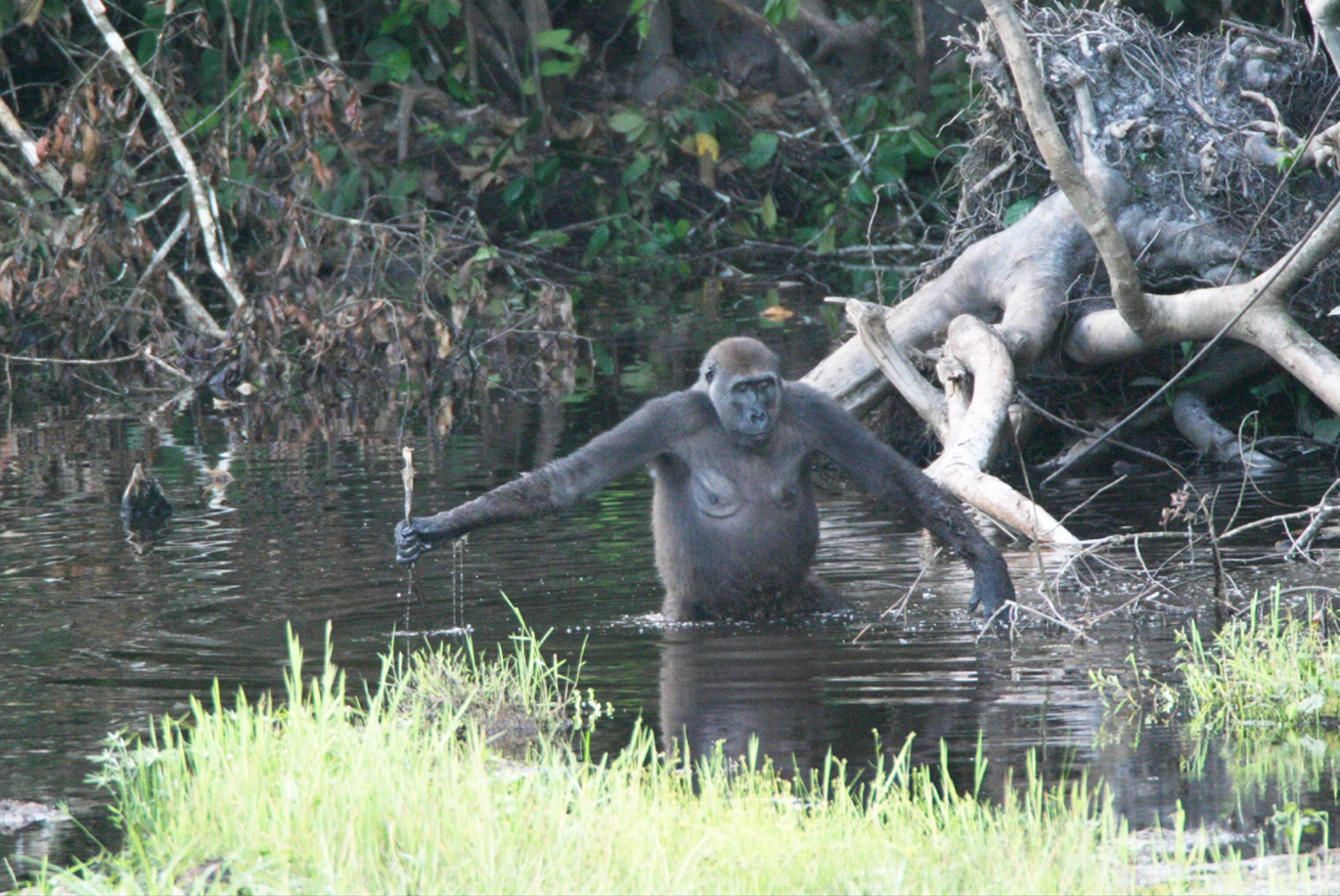
Доросла самиця горили всередині парку

У парку мешкає багато видів тварин.   Національне географічне товариство помітило, що парк може мати найбільшу концентрацію дикої природи на квадратну милю серед інших місць в Африці. Головним чином це стосується приматів. Тут мешкають колобуси (чорно-білий колобус, червоний колобус), сірощокі мангобеї, низинні горили, що знаходяться під загрозою зникнення, шимпанзе та вусаті мавпи генон. У парку мешкає понад 300 різних видів птахів: орли, яструби, сови, стерв'ятники та болотні чаплі. Є також рідкісні африканський лісовий слон, лісовий буйвол, леопард, бонго, блакитний дуйкер, крокодил. Дослідження герпетофауни проводилися в чотирьох окремих зонах парку. Ці дослідження встановили 20 видів земноводних і 14 видів рептилій: Aubria masako , Amietophrynus regularis, Cryptothylax greshoffii, Hyperolius balfouri, H. brachiofasciatus, Leptopelis brevirostris і L. calcaratus meridionalis.
У парковій зоні також можна побачити папуг. Лісові слони створюють простір, розчищаючи ліс для пересування інших тварин.
Мбелі Бай є особливою галявиною прощею 3 км2 (1,2 миля2),  яка особливо популярна серед горил. Тут також є багато видів мавп, і дев’ять із них мають високу щільність популяції. Висока також щільність популяції дуїкерів. 

### Флора
Національний парк Нуабле-Ндокі - це дуже пишний тропічний ліс. Тут росте 24 різних типи рослинності. Ліс має багато «баїв», що означає «розчищені території». Виявлено понад 1000 різних видів рослин і дерев .

## Заходи збереження
Зусилля щодо збереження не обмежуються лише національним парком Нуабале-Ндокі. Країни, утворили тринаціональну організацію за транскордонною програмою завдяки зусиллям Всесвітнього фонду природи (WWF), — це Центральноафриканська Республіка, Конго та Камерун. Ці організаційні зусилля забезпечили вжиття відповідних дій, пов’язаних із боротьбою з браконьєрством, дослідженнями та просуванням туризму в дощових лісах. Регулярною особливістю цих зусиль є регулярні зустрічі трьох адміністрацій парків, а також префектів трьох країн. Патрулювання парків здійснюється регулярними спільними патрулями з метою запобігання браконьєрства, контрабанди слонової кістки та несанкціонованого вилову риби та перевезення вогнепальної зброї.  Відвідувачі можуть відвідати парк лише групою в рамках організованого туру, організованого професійними туроператорами дикої природи.
Заходи щодо збереження підтримуються Німецьким товариством технічної співпраці (GTC) у Центральноафриканській Республіці та Камеруні, а також Всесвітнім фондом дикої природи (WWF) і Товариством охорони дикої природи (WCS - Нью-Йорк) у Конго. Для збереження парків також створено цільовий фонд.  У національному парку також є кілька дослідницьких проектів, які фінансово підтримують USAID - CARPE, Служба охорони рибних ресурсів і дикої природи США, зоопарк Колумба та Фонд Макартурів. Завдяки широкій міжнародній підтримці парк тепер вважається не лише національно важливим, але й міжнародно визнаним заповідником величезного значення з добре розвиненою інфраструктурою, кваліфікованим персоналом і значною економічною підтримкою.
Сьогодні рейнджери використовують детектори, щоб зловити порушників. Рейнджери національного парку Нуабале-Ндокі мають групу, відому як «екоохоронці». «Екоохоронці» знаходяться під наглядом MFEE (Міністерства лісового господарства та навколишнього середовища). Завдяки MFEE/eco-guards було гарантовано, що в парку не відбуватиметься незаконна діяльність людини, наприклад браконьєрствоа.  Крім рейнджерів, місцева громада Ба'Ака також надає свою місцеву базу знань для сприяння сталому збереженню та консервації лісів у парку. 